# Ataque al Capitolio de los Estados Unidos de abril de 2021
El 2 de abril de 2021, un hombre embistió con un automóvil una barricada norte frente al Capitolio de los Estados Unidos en Washington D. C., a lo largo de Constitution Avenue, matando a un oficial de policía del Capitolio e hiriendo a otro. En respuesta, el complejo del Capitolio fue cerrado. El Congreso estaba en receso de primavera, por lo que solo unos pocos miembros estaban en el edificio. El perpetrador, Noah Green, afroamericano de 25 años, murió en un hospital luego de ser baleado por la misma policía.

## Incidente
El perpetrador estrelló deliberadamente un sedán Nissan Altima azul en un puesto de control en la Constitution Avenue, generalmente utilizado por los senadores y miembros del personal durante la semana, a unas 100 yardas (91 m) de la entrada del edificio en el lado del Senado. El vehículo chocó contra dos agentes, antes de que el conductor saliera con un cuchillo. Se abalanzó sobre los oficiales y se negó a escuchar órdenes verbales antes de que le dispararan. Fue arrestado, hospitalizado y murió poco después a causa de sus heridas. Un oficial también murió en un hospital.
El Capitolio fue cerrado después del ataque y se le dijo al personal que se refugiara en el lugar, mientras que miembros de la Fuerza de Reacción Inmediata de la Guardia Nacional se movilizaron cerca del puesto de control. El bloqueo se levantó más tarde ese día.
En ese momento, se asignaron poco menos de 2,300 soldados de la Guardia Nacional para proteger el Capitolio y sus terrenos, una misión que había comenzado después del asalto del 6 de enero contra el Capitolio. El número de tropas se había reducido desde su punto máximo para la toma de posesión del presidente Joe Biden el 20 de enero, cuando unas 26,000 tropas estaban estacionadas en la capital para brindar seguridad en la ceremonia.

## Perpetrador

### Primeros años y educación
Noah R. Green, un hombre afroamericano de 25 años, fue el agresor. Nacido en Fairlea, Virginia Occidental, en una familia con diez hijos, creció en Covington, Virginia, en la parte suroeste del estado, y se graduó de la Alleghany High School. En la escuela secundaria, jugó al fútbol americano y participó en atletismo. Green asistió a Glenville State College antes de transferirse a la Universidad Christopher Newport (UCN) en Newport News, Virginia, donde fue un back defensivo en el equipo de fútbol americano.

### Conexiones con Nación del Islam
Green se convirtió en un seguidor de la Nación del Islam, una organización nacionalista negra, y su líder Louis Farrakhan, quien es conocido por sus declaraciones antisemitas. En Facebook, Green se llamó a sí mismo un "seguidor de Farrakhan" y publicó mensajes de apoyo a él y al grupo, así como discursos y artículos de Farrakhan y su predecesor Elijah Muhammad. Solicitó cambiar su nombre a Noah Zaeem Muhammad en diciembre de 2020, pero no asistió a la audiencia de cambio de nombre en Indianápolis, que se celebró cuatro días antes del ataque.
Dos semanas antes del ataque, Green publicó una foto de una donación de $1,085 que hizo, bajo el nombre "Noah X" (al estilo de un exportavoz de la Nación del Islam, Malcolm X), a la Nación del Islam en Norfolk, Virginia, aportación para el Día de los Salvadores, junto con un enlace a un discurso de Farrakhan llamado "La Destrucción Divina de América".

### Deterioro de su salud mental
Las personas que conocieron a Green lo describieron como atlético y popular en la escuela secundaria y la universidad, pero después de graduarse de la UCN, se volvió profundamente paranoico y religioso, dejando a familiares y amigos preocupados porque su estado mental se estaba desmoronando. Un funcionario estadounidense dijo que Green, con el tiempo, sufrió niveles crecientes de delirios, paranoia y pensamientos suicidas.
Familiares y amigos informaron que Green creía que alguien lo había drogado con Xanax en 2019, dejándolo con adicción y síntomas de abstinencia. Un excompañero de equipo le dijo a The Washington Post que la mayoría de la gente consideraba poco realista la afirmación de Green sobre el Xanax. Después de mudarse a un apartamento en Newport News, informó sobre alucinaciones, dolores de cabeza, palpitaciones del corazón y pensamientos suicidas, que su hermano creía que podrían estar relacionados con el consumo de drogas o un trastorno mental. Un día, sin duda inspirado por las drogas, Green abandonó abruptamente su apartamento en Newport News y se mudó a Indianápolis. Mientras estaba allí, Green le dijo a su hermano que creía que intrusos estaban allanando su apartamento. El hermano de Green dijo que parecía tener un trastorno mental.
Green también escribió en publicaciones de Facebook poco antes del ataque que "estos últimos años han sido duros, y estos últimos meses han sido más duros" y que dejó su trabajo "en parte debido a mis aflicciones". Publicó sobre el fin de los tiempos y el Anticristo. En una publicación del 15 de marzo, alentó a "todos a estudiar el Apocalipsis, estudiar las señales del fin de los tiempos, estudiar quién es el mejor, estudiar quién es el anticristo, estudiar quién es el falso profeta y estudiar las imágenes creadas durante esos tiempos". Dos días después, hizo una publicación posiblemente refiriéndose a su afirmación de haber sido drogado por compañeros de equipo, culpando al que lo drogo de desviarlo del "camino correcto". También publicó un video de Farrakhan titulado "la crucifixión de Michael Jackson" el 21 de marzo. En las publicaciones de la semana anterior al ataque, Green escribió que creía que Farrakhan lo había salvado "después de las terribles aflicciones que he sufrido presuntamente por la CIA y el FBI, agencias gubernamentales de los Estados Unidos de América" y afirmó que "he sufrido múltiples allanamientos, intoxicaciones alimentarias, agresiones, operaciones no autorizadas en el hospital, control mental".
Según el hermano de Green, unos meses antes del ataque, Green dejó Indianápolis y se mudó a Botsuana, donde Green le dijo a su hermano que "su mente le estaba diciendo que básicamente se suicidara". Saltó frente a un automóvil, se lesionó gravemente y luego regresó a los Estados Unidos, donde se mudó con su hermano. La noche antes del ataque, Green tuvo un arranque violento y le envió un mensaje de texto que decía: "Voy a irme a vivir y quedarme sin hogar".
La policía no conocía a Green antes del ataque.

## Víctima

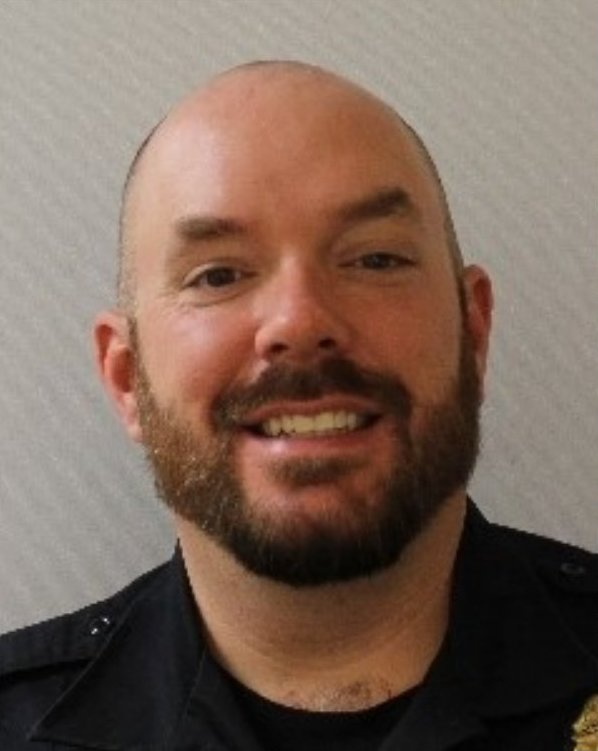
William F. "Billy" Evans.

William F. "Billy" Evans (1980 - 2 de abril de 2021) fue el oficial de policía del Capitolio asesinado durante el ataque. Nacido en North Adams, Massachusetts, hijo de Howard y Janice Evans, asistió a Drury High School y se unió a la policía del Capitolio el 7 de marzo de 2003. Sirvió durante 18 años en la Policía del Capitolio de los Estados Unidos y fue miembro de la unidad de primeros auxilios. Después de que Green lo atacó a él y a un compañero oficial, murió en el Hospital de la Universidad George Washington a causa de sus heridas. Fue el sexto oficial de policía del Capitolio en morir en el cumplimiento del deber desde que se creó la fuerza en 1828, y el segundo en 2021, después de Brian Sicknick.
El cuerpo de Evans fue sacado del hospital con una escolta policial.

## Respuesta
La jefa interina de la policía del Capitolio, Yogananda Pittman, dijo que el ataque "ha sido un momento extremadamente difícil" para su fuerza policial, especialmente después del asalto al Capitolio del 6 de enero.
Muchos miembros del Congreso elogiaron las acciones de la Policía del Capitolio, la Guardia Nacional y otros socorristas; y también ofrecieron condolencias a los cuerpos policiales y familiares del policía asesinado. La presidenta de la Cámara de Representantes, Nancy Pelosi, calificó a Evans de "mártir de la democracia" y ordenó que las banderas del Capitolio se bajaran a media asta en su memoria. Ofreció sus condolencias y apoyo a la madre de Evans y sus dos hijos.
El presidente Joe Biden dijo que él y la primera dama Jill Biden "estaban desconsolados al enterarse del violento ataque"; expresó sus condolencias a la familia del oficial Evans y otros deudos; y expresó "la gratitud de la nación a la Policía del Capitolio, la Fuerza de Respuesta Inmediata de la Guardia Nacional y otros que respondieron rápidamente a este ataque". Ordenó que se bajaran las banderas a media asta en la Casa Blanca y todos los edificios públicos, como muestra de respeto por el servicio y sacrificio de los agentes de la Policía del Capitolio.
La familia de Green emitió un comunicado, diciendo que "estaban tan desconcertados como el resto de la nación por este horrible evento" y "sienten una gran simpatía" por los agentes de policía atacados. La declaración decía que Green "no era un terrorista de ninguna manera", tenía "depresión y una posible enfermedad mental", y "dificultades con sus compañeros" que comenzaron después de repetidos traumatismos en la cabeza por jugar al fútbol americano.